# Nors (naturreservat)
Nors är ett naturreservat i Rute socken i Region Gotland på Gotland.
Området är naturskyddat sedan 2016 och är 26 hektar stort. Reservatet består av lövskog och sumpskog. 